# Friedhof (Flein)
Der Friedhof in Flein im Landkreis Heilbronn in Baden-Württemberg befindet sich an der Veitskirche und geht auf die ursprüngliche Begräbnisstätte des Ortes zurück.

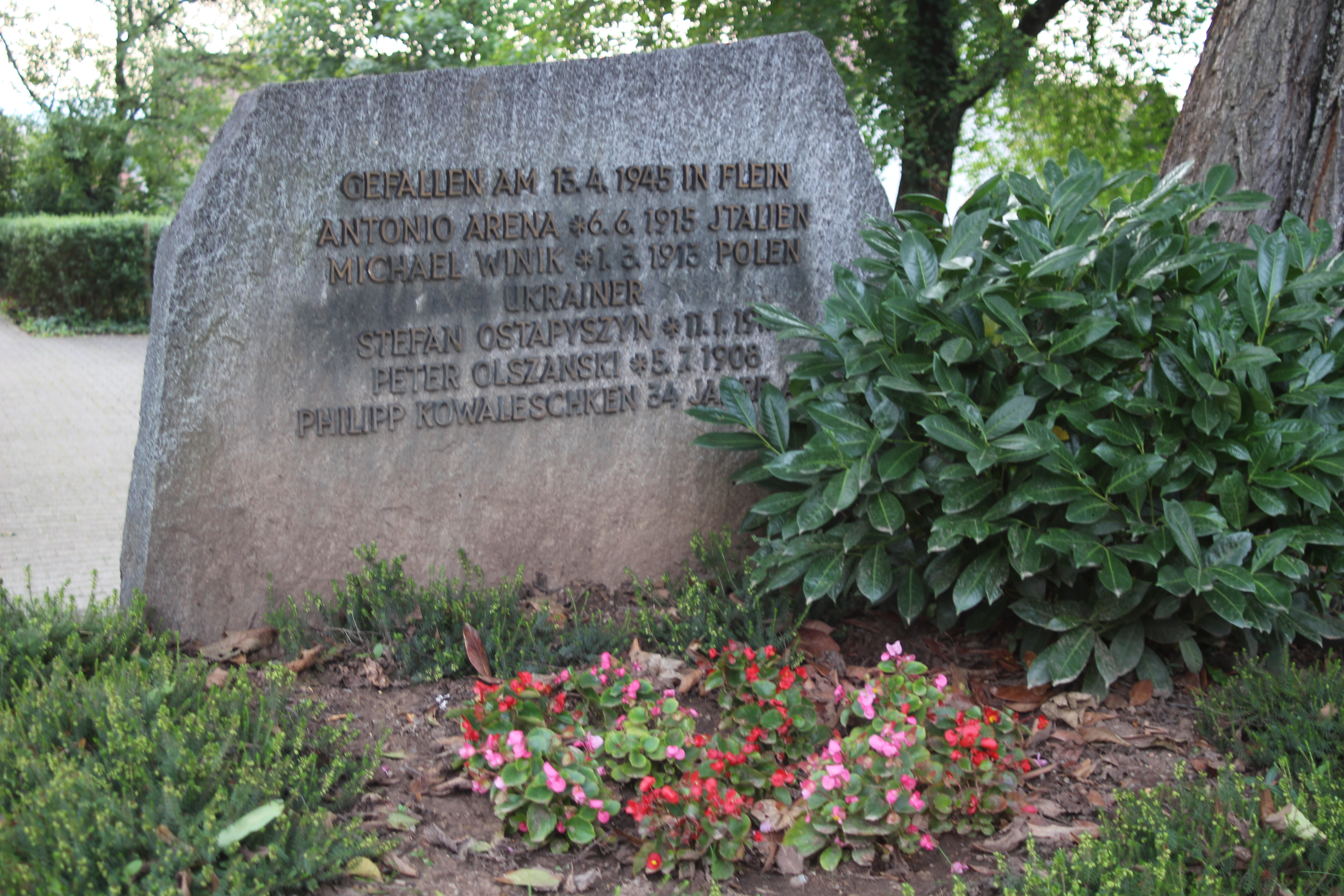
Grab für die in Flein gefallenen Italiener, Polen und Ukrainer

Der Fleiner Friedhof ist vermutlich ebenso alt wie die Veitskirche. Einst ummauert, um neben Begräbnissen auch dem Schutz der Bevölkerung in Kriegszeiten zu dienen, wurde der kirchhoff bereits 1450 erwähnt, als Truppen des Grafen von Württemberg den Kirchhof einnahmen und dort acht Fleiner verbrannten. 1838 wurde der Friedhof nach Osten in etwa auf die doppelte Größe erweitert, 1841 wurde der Bereich westlich der Kirche vom Friedhof zum Kirchenvorplatz umgenutzt. 1860 erfolgte eine weitere Vergrößerung, diesmal nach Süden auf ein gemeindeeigenes Grundstück. Weitere Erweiterungen nach Osten fanden 1888/89 und 1903 statt. 1927 wurde die Friedhofstraße angelegt, die von Osten her einen bequemeren Zugang zum Friedhof ermöglichte, als es der bisherige Aufstieg zur Kirche von Westen gewesen war. 1952 wurde ein Leichenhaus auf dem Friedhof errichtet, den Bauschmuck gestaltete der Fleiner Künstler Hans Epple. 1960 wurde der Friedhof nach Norden um Platz für 240 Grabstätten erweitert, seine Gesamtgröße betrug dadurch 45,85 Ar. 1980 kam ein östlich der Friedhofstraße gelegenes größeres Grundstück hinzu, das mit 81,07 Ar flächenmäßig wesentlich größer als der gesamte bisherige Friedhof war und die Anlage auf ihre heutige Größe brachte.